# El peor trabajo de mi vida

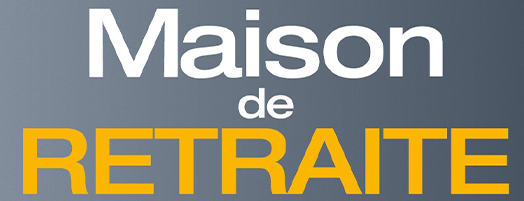
El peor trabajo de mi vida (película año 2022)
Título original: Maison de retraite

El peor trabajo de mi vida (título original: Maison de retraite) es una película franco-suiza de comedia de 2022, dirigida por Thomas Gilou, escrita por Kev Adams, Catherine Diament y Romain Lévy, en la fotografía estuvo Pierric Gantelmi d’Ille y los protagonistas son Kev Adams, Gérard Depardieu y Daniel Prévost, entre otros. El filme fue realizado por My Family, The Man y TF1 Films Production; se estrenó el 16 de febrero de 2022.

## Sinopsis
Trata acerca de un joven que cometió un delito, como condena debe realizar tareas comunitarias, tendrá que trabajar en un hogar de ancianos.